# Букін Андрій Юрійович
Андрій Юрійович Букін (16 серпня 1978, Київ) — український залізничник. Директор регіональної філії «Південно-Західна залізниця» в складі Укрзалізниці з 9 травня 2022 року.

## Життєпис
Народився 16 серпня 1978 року в Києві.

### Освіта
З 1993 по 1997 рік навчався в Київському електромеханічному технікумі залізничного транспорту.
У 2005 році закінчив Київський університет економіки і технологій транспорту за спеціальністю «Автоматика та автоматизація на транспорті».

### Трудова діяльність
У 1999 році розпочав свою трудову діяльність як електромонтер зв’язку 5 розряду бригади місцевого зв’язку станції «Київ-Пасажирський» Київської дистанції сигналізації та зв’язку «Південно-Західної залізниці». 3 2000 по 2008 рік пройшов шлях від електромеханіка зв’язку дільниці 2 групи бригади зв’язку станції «Київ-Пасажирський» Київської дистанції сигналізації та зв'язку до начальника виробничої дільниці 1 групи Київської дистанції сигналізації та зв’язку Південно-Західної залізниці.
У 2008—2009 роках був заступником начальника Київської дистанції сигналізації та зв’язку. З 2009 по 2015 рік — начальник Київської дистанції сигналізації та зв’язку Південно-Західної залізниці.
3 2015 по 2017 рік — начальник виробничого підрозділу Київської дистанції сигналізації та зв’язку, з 2017 по 2018 рік — начальник відділу зв’язку, радіо.
З лютого по вересень 2018 року — начальник служби сигналізації та зв’язку регіональної філії «Південно-Західна залізниця».
3 вересня 2018 по травень 2022 рік — заступник директора регіональної філії «Південно-Західна залізниця» акціонерного товариства «Укрзалізниця».
З 9 травня 2022 року — директор «Південно-Західної залізниці».

## Державні нагороди
- 2010 — знак «відмінник Південно-Західної залізниці»;
- 2013 — знак «За доблесну працю на Південно- Західній залізниці»;
- 2014 — знак «Залізнична Слава III ступеня»;
- 2019 — знак «За сприяння розвитку Південно-Західної залізниці»;
- 2022 — почесний громадянин міста Ірпінь[3][4];
- 2022 — відзнака Київського міського голови – нагрудний знак «Знак пошани» за мужність, самовідданість, проявлені під час забезпечення евакуації киян у період збройної агресії Російської Федерації проти України[5];
- 2023 — знак «Залізнична Слава II ступеня»;
- 2023 — орден «За заслуги» ІІІ ступеня — За вагомий особистий внесок у розвиток залізничного транспорту, самовідданість і високий професіоналізм, виявлені у забезпеченні функціонування об'єктів залізничної інфраструктури в умовах воєнного стану, багаторічну сумлінну працю[6].